# Зече-Прежинь
Зече-Прежинь, Зече-Прежині (рум. Zece Prăjini) — село у повіті Ясси в Румунії. Входить до складу комуни Дагица.
Село розташоване на відстані 290 км на північ від Бухареста, 39 км на південний захід від Ясс.

## Населення
За даними перепису населення 2002 року у селі проживали 520 осіб.
Національний склад населення села:
| Національність | Кількість осіб | Відсоток |
| -------------- | -------------- | -------- |
| цигани         | 492            | 94,6%    |
| румуни         | 28             | 5,4%     |

Рідною мовою назвали:
| Мова      | Кількість осіб | Відсоток |
| --------- | -------------- | -------- |
| циганська | 491            | 94,4%    |
| румунська | 29             | 5,6%     |